# En rigtig Montana-Dreng
En rigtig Montana-Dreng er en amerikansk stumfilm fra 1919 af Henry King.

## Medvirkende
- William Russell som Cliff Redfern
- Eileen Percy som Prudence Caldwell
- Cullen Landis som Ned Caldwell
- Frederick Vroom som Luther Caldwell
- Carl Stockdale som Gunner McCann